# Daniel Corral Núñez
Daniel Corral Núñez (* 12. Januar 1967 in Victoria de Durango, Durango) ist ein ehemaliger mexikanischer Fußballspieler auf der Position eines Verteidigers.
Corral spielte unter anderem für den Club Deportivo Guadalajara und die Tiburones Rojos Veracruz.